# Lingua kato
Il Kato (o Cahto) è una lingua morta, appartenente alla famiglia linguistica Athabaska che era parlata, fino agli anni '60 del XX° secolo, dal popolo dei Kato, stanziati in California, nell'area del fiume South Fork Eel, affluente dell'Eel River. Nel censimento del 2010 la tribù contava 259 membri, che parlavano inglese, infatti, come molte delle lingue amerinde nordamericane, il Kato ha sofferto del processo di deriva linguistica verso l'inglese, per cui i giovani parlano quest'ultimo idioma a scapito di quelli tradizionali.
Si trattava di una delle quattro lingue che formavano il ramo Californiano delle lingue athabaska della costa del Pacifico.
Molti dei locutori Kato erano bilingui con la lingua Lingua pomo settentrionale ed alcuni altri con lo Yuki.